# Codone (taglio di carne)
Il codone è un taglio di carne di forma triangolare; è una carne venata leggermente coperta di grasso. Categorizzato come prima scelta, rappresenta il quarto posteriore della coscia del bovino e comprende le ultime vertebre della schiena.
È utilizzato in cucina per la preparazione di bistecche e arrosti.